# Orient (Iowa)
Orient és una població dels Estats Units a l'estat d'Iowa. Segons el cens del 2000 tenia 402 habitants.

## Demografia
Segons el cens del 2000, Orient tenia 402 habitants, 167 habitatges, i 111 famílies. La densitat de població era de 330,2 habitants/km².
Dels 167 habitatges en un 32,3% hi vivien nens de menys de 18 anys, en un 55,1% hi vivien parelles casades, en un 7,8% dones solteres, i en un 33,5% no eren unitats familiars. En el 28,7% dels habitatges hi vivien persones soles el 19,2% de les quals corresponia a persones de 65 anys o més que vivien soles. El nombre mitjà de persones vivint en cada habitatge era de 2,41 i el nombre mitjà de persones que vivien en cada família era de 3,02.
Per edats la població es repartia de la següent manera: un 25,6% tenia menys de 18 anys, un 7,7% entre 18 i 24, un 26,9% entre 25 i 44, un 20,9% de 45 a 60 i un 18,9% 65 anys o més.
L'edat mediana era de 39 anys. Per cada 100 dones de 18 o més anys hi havia 100,7 homes.
La renda mediana per habitatge era de 35.750 $ i la renda mediana per família de 39.219 $. Els homes tenien una renda mediana de 28.438 $ mentre que les dones 21.477 $. La renda per capita de la població era de 13.937 $. Entorn del 3,2% de les famílies i el 6,5% de la població estaven per davall del llindar de pobresa.

## Poblacions més properes
El següent diagrama mostra les poblacions més properes.